# Папоротный (Туапсинский район)
Папоротный — хутор в Туапсинском районе Краснодарского края.
Входит в состав Октябрьского сельского поселения.

## География
Расположен в верхнем течении реки Пшиш в 2 км от села Гойтх и в 55 км от города Туапсе.

## История
Хутор Папоротный зарегистрирован 1 июля 1955 года как населённый пункт в списках Гойтхского сельского Совета.
Хутор имел в 1972 году 58 дворов, а также бригаду чайсовхоза «Гойтхский».
По данным ЦСУ на 1 января 1999 года на хуторе Папоротный проживало 111 человек.

## Население
| 1999 | 2002 | 2010 |
| ---- | ---- | ---- |
| 111  | ↘76  | ↘74  |

## Улицы
- ул. Лесная,
- ул. Родниковая,
- ул. Чайная,
- ул. Шаумяна.